# Fragment lithique

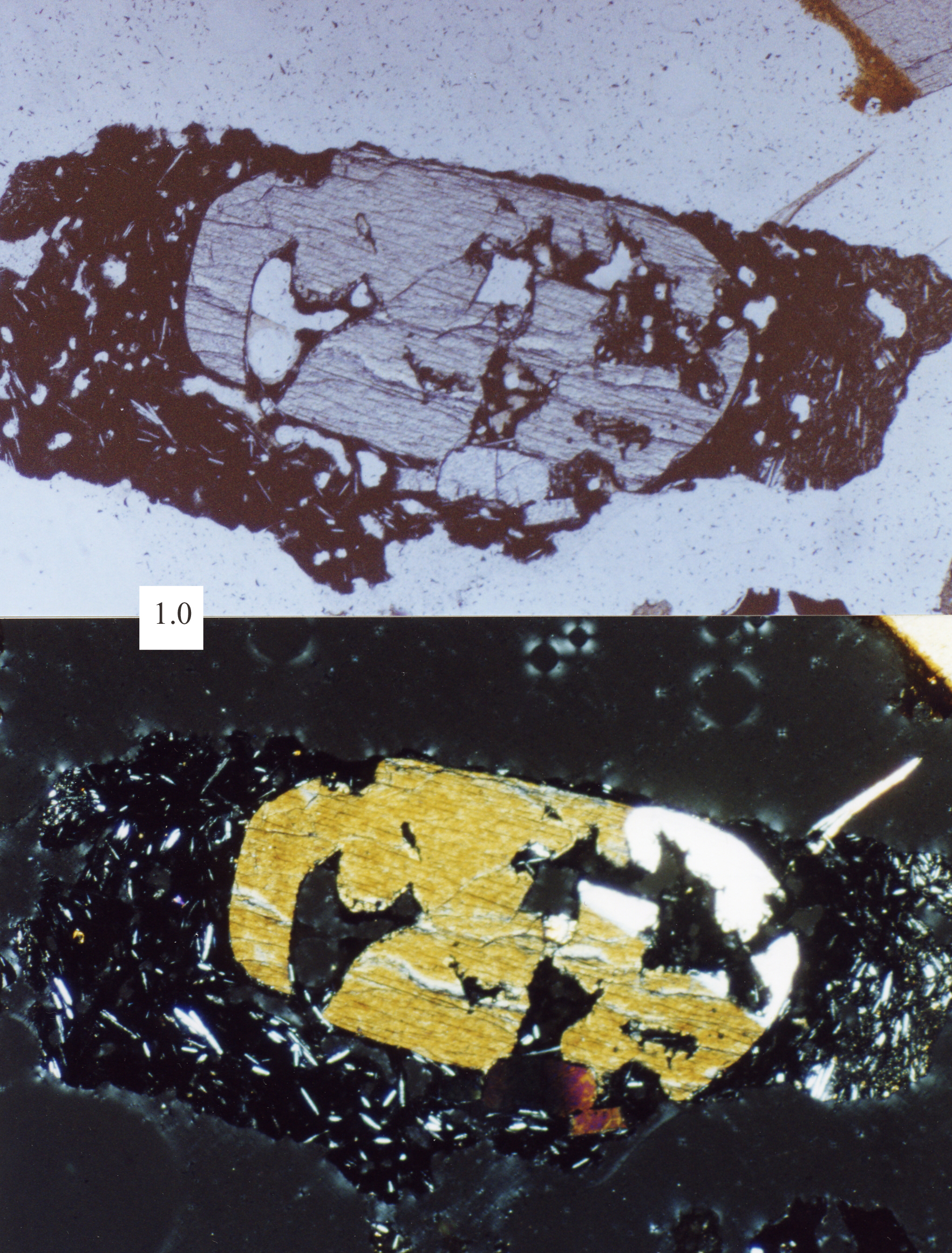
Lame mince d'un fragment lithique d'origine volcanique, vue en lumière polarisée (en haut : non analysée ; en bas : analysée). Les côtés du carré blanc mesurent 1 cm.

En pétrologie, les fragments lithiques sont des éclats de roches plus anciennes inclus dans une roche plus récente, généralement sédimentaire mais parfois issue d'un contexte volcanique (lors du remaniement d'un ancien dôme de lave par des coulées pyroclastiques, notamment). 
La taille des fragments lithiques est très variable, de quelques dizaines de micromètres à plusieurs mètres.

## Roches sédimentaires
En sédimentologie, les fragments lithiques sont des morceaux de roches détachés par l'érosion de roches en amont du système sédimentaire. Ces fragments mélangés avec d'autres produits d'érosion, notamment des cristaux isolés  (quartz, feldspaths, etc.) et des argiles, sont ensuite lithifiés au sein de roche siliciclastiques (généralement des grès ou conglomérats).
En géologie lunaire, l'étude des fragments lithiques présents dans les roches rapportées par les missions Apollo et Luna a joué un rôle important dans la compréhension de la formation de la Lune. Certaines météorites, notamment les howardites (sans doute originaires de l'astéroïde Vesta) sont des brèches, entièrement constituées de fragments lithiques.